# Le Dernier Jour (chanson)
Pour le film de Rodolphe Marconi, voir Le Dernier Jour (film).
Singles de Indochine
Un ange à ma table Alice & June (Live)
Pistes de La République des Meteors
Union War Tom & Jerry
Le Dernier Jour est une chanson d'Indochine parue sur l'album La République des Meteors en 2009. Il s'agit du dernier single extrait de cet 11e album studio.

## Classements par pays
| Pays     | Meilleure position |
| -------- | ------------------ |
| Québec   | 18                 |
| France   | -                  |
| Belgique | -                  |
| Suisse   | -                  |
| Suède    | -                  |